# Maître des travaux de la couronne d'Écosse

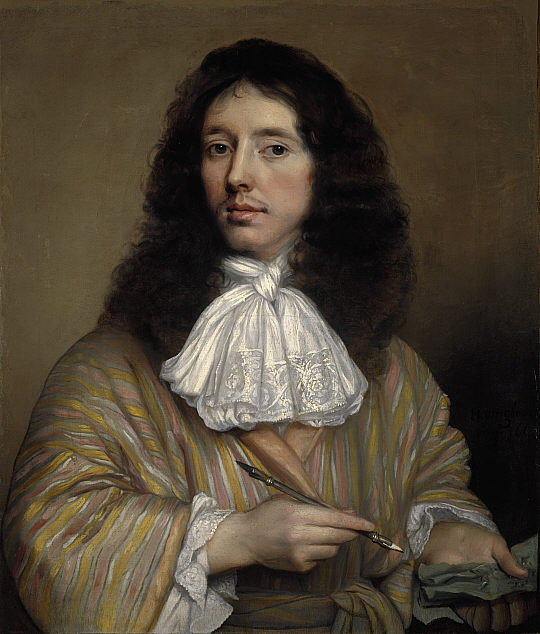
Sir William Bruce, maître des travaux de la couronne d'Écosse entre 1671 et 1678.

Le Maître des travaux de la couronne d'Écosse (Master of Works to the Crown of Scotland en anglais) était un haut fonctionnaire royal qui avait pour charge de construire, réparer et maintenir les palais et châteaux royaux, ainsi que toutes les autres propriétés du roi d’Écosse. Les principales étaient les palais d’Holyrood, de Linlithgow et de Falkland ainsi que les châteaux d’Édimbourg et de Stirling.
Cette fonction était assez similaire à celle de  surintendant des travaux du roi (Surveyor of the King's Works) de la cour anglaise. L’émergence de ce titre reflète une évolution de la responsabilité qui passe des maçons à des concepteurs qui ont d’expérience de taille de la pierre. Les premiers maîtres des travaux étaient souvent des courtisans : James Hamilton of Finnart était un parent du roi, John Scrymgeour, un expert en héraldique, et William Schaw un gestionnaire qui fut une figure-clé dans le développement de la Franc-maçonnerie. Par la suite, leurs successeurs remplirent un rôle d’architecte moderne. Certains furent tout de même des artisans : Robert Robertson, qui fut maître d’ouvrage du château de Stirling après l’exécution d’Hamilton of Finnart, était charpentier.

## Principaux maîtres des travaux de la couronne d'Écosse
Les dates qui figurent sont celles de leur affectation qui figurent sous forme de mandat dans Register of the Privy Seal. William MacDowall, fut cependant maître des travaux sans mandat et certaines nominations eurent lieu en parallèle.
- 1529 : Sir James Nycholay, ou Nicolson, maître des travaux du château de Stirling.
- 1537 : John Scrymgeour
- 1539 : Sir James Hamilton of Finnart
- 1541 : Robert Robertson (maître-charpentier principal du château de Stirling)
- 1543 : John Hamilton of Milneburn
- 1579 : Sir Robert Drummond of Carnock
- 1583 : William Schaw
- 1602–1607 : Sir David Cunninghame of Robertland, également Surveyor of the King's Works en Angleterre entre 1604 et 1606[3].
- 1607–1634 : Sir James Murray of Kilbaberton
  - 1615 : Walter Murray (maître des travaux assistant)
- 1629–1637 : Sir Anthony Alexander
  - 1632 : William Govane of Cardrona and James Murray Jr. (maîtres des travaux assistants)
- 1637–1641 : Henry Alexander, 3e comte de Stirling
- 1641 : Sir John Veitch of Dawyck
- 1643–1644 : John Carmichael
- 1645–1649 : Sir David Carmichael of Hyndford
- 1649 : Sir Robert Montgomery
- 1660–1668 : Sir William Murray of Dreghorn

La charge demeura vacante de 1668 à 1671.
- 1671–1678 : Sir William Bruce of Balcaskie, Baronet
- 1678–1683 : David Maitland (faisant fonction de maître des travaux)
- 1683–1788 : James Smith
- 1689–1700 : Sir Archibald Murray of Blackbarony, Baronet
- 1700–1704 : James Scott of Logie
- 1704–1705 : Sir Francis Scott of Thirlestane
- 1705–1714 : John Campbell of Mamor
- 1705–1717 : John Urquhart of Meldrum
- 1707–1714 : James Smith (charge renouvelée)
- 1717–1743 : Sir John Anstruther of Anstruther
- 1743–1761 : George Dundas
- 1761–1764 : William Stewart of Hartwood
- 1764–1768 : James Duff, of the Middle Temple, Londres
- 1768–1809 : Lieutenant-Colonel James Pringle
- 1809–1824 : James Brodie of Brodie
- 1824–1840 : Robert Reid